# Слободан Перић
Слободан Перић (Лозница, 15. јануар 1961 — Осечина, 29. мај 2010) био је пуковник и пилот Ратног ваздухопловства Војске Југославије који се у првим данима рата 1999. године борио против НАТО авиона. Пензионисан је 2004. године и од тада је живео у Београду.

## Биографија
Рођен је 15. јануара 1961. године у Лозници. Ваздухопловну гимназију завршио је у Мостару. Прве две године ваздухопловне војне академије завршио је у Задру а последње две у Пули. Пилот Југословенског ратног ваздухопловства постао је 1983. године. Исте године добија службу у Батајници.

## РВО и ПВО у одбрани отаџбине
Дана 26. марта 1999. године добровољно се јавио да полети на борбени задатак да би се супротставио НАТО авионима који су бомбардовали Србију. После 12 минута ваздушне борбе и маневара над Западном Србијом, Перићев МиГ-29 је погођен а он се катапултирао на територији Републике Српске. Преживео је пад са висине од 7.000 метара. Тог истог дана, неколико километара даље, на истом задатку погинуо је његов пријатељ и колега мајор Зоран Радосављевић. Перић је уз помоћ локалног становништва пребачен после неколико сати на територију Србије. По пензионисању 2004. године посветио се производњи ракије на свом родном имању а био је и власник аутоперионице. У знак сећања на каријеру пилота, најбољој ракији из свог програма дао је име „стари витез“.
О Слободану и његовим саборцима је 2008. године снимљен документарни филм под називом „Нико није рекао нећу”.

## Погибија
Пензионисани пилот пуковник Слободан Перић настрадао је 29. маја 2010. године у саобраћајној несрећи која се догодила на путу Осечина-Горње Црниљево. Несрећа се догодила када је џип „Фиат кампањола“ којим је управљао пријатељ Слободана Перића слетео са пута, ударио у бедем и преврнуо се.
Сахрањен је 2. јуна 2010. у селу Завлака код Лознице.

## Одликовања
Пилот пуковник Слободан Перић био је носилац ордена за храброст и златне летачке значке. Златном летачком значком одликовао га је командант РВ и ПВО Војске Југославије генерал-пуковник Спасоје Смиљанић по завршетку рата а Орденом за храброст одликовао га је председник Савезне Републике Југославије Слободан Милошевић 10. јуна 1999. године.